# Different Days
Different Days — тринадцатый студийный альбом британской рок-группы The Charlatans, изданный 26 мая 2017 года лейблом BMG Entertainment.
В альбоме приняли участие Пол Уэллер (соавтор песни «Spinning Out»), Джиллиан Гилберт и Стивен Моррис (оба из New Order), Джонни Марр, Питер Солсбери (The Verve), Дональд Джонсон (A Certain Ratio), Иэн Рэнкин и Шэрон Хорган.

## История
20 марта 2017 года было объявлено о выпуске альбома Different Days. Песня «Plastic Machinery» была доступна для стриминга 4 апреля. 24 апреля на трек был выпущен клип, снятый режиссером Юэном Спенсером в Барселоне, Испания. Ремикс на песню был сделан Sleaford Mods и стал доступен для прослушивания 25 мая . Альбом Different Days был выпущен 26 мая. В тот же день песня «Plastic Machinery» была выпущена в качестве сингла. Для продвижения релиза альбома группа провела два акустических выступления. Альбом был выпущен в Японии на лейбле Hostess Entertainment 2 июня и включал ремиксы на «Plastic Machinery» в качестве бонус-треков . «Over Again» был выпущен в качестве сингла 13 октября. В ноябре и декабре группа отправилась в хэдлайнерский тур по Великобритании. 8 декабря был выпущен клип на песню «Over Again», режиссером которого стал Эшли Шакибай. Мини-альбом EP «Totally Eclipsing» был выпущен вместе с двухдисковым изданием альбома 8 июня 2018 года. В сентябре и октябре группа отправилась в хедлайнерский тур по Северной Америке. Фотография обложки альбома была сделана в Барселоне.

## Отзывы
| Совокупная оценка    | Совокупная оценка |
| Источник             | Оценка            |
| -------------------- | ----------------- |
| AnyDecentMusic?      | 6.8/10            |
| Metacritic           | 74/100            |
| Оценки критиков      |                   |
| Источник             | Оценка            |
| AllMusic             | [ 1 ]             |
| Clash                | 7/10              |
| The Guardian         | [ 16 ]            |
| The Independent      | [ 17 ]            |
| The Irish Times      | [ 18 ]            |
| The Line of Best Fit | 7/10              |
| Pitchfork            | 6/10              |
| PopMatters           | [ 21 ]            |
| The Times            | [ 22 ]            |
| Under the Radar      | [ 23 ]            |

Different Days был встречен музыкальными критиками в целом благосклонно. На сайте Metacritic, который присваивает нормализованный рейтинг из 100 баллов рецензиям основных изданий, альбом получил средний балл 74, основанный на профессиональных рецензиях.
Дэвид Барнетт в The Independent назвал альбом «возможно, самым амбициозным проектом группы». Дэйв Симпсон в The Guardian дал альбому четыре звезды и назвал его «их лучшим альбомом за последние 20 лет». Автор AllMusic Стивен Томас Эрлевайн поставил ему три с половиной звезды, заявив, что группа «использует здесь эластичные возможности новых направлений, и результаты вознаграждают». Роберт Хэм из Pitchfork поставил ему 6,0 из 10, назвав его «хорошим, но не великим». Ричард Фолланд из PopMatters также поставил ему 6 из 10, описав его как Modern Nature Part 2.

## Список композиций
Слова и музыка всех песен — The Charlatans, кроме обозначенных.
| №   | Название                | Автор(ы)                         | Длительность |
| --- | ----------------------- | -------------------------------- | ------------ |
| 1.  | «Hey Sunrise»           |                                  | 4:14         |
| 2.  | «Solutions»             |                                  | 4:07         |
| 3.  | «Different Days»        |                                  | 4:01         |
| 4.  | «Future Tense»          | Иэн Рэнкин                       | 0:50         |
| 5.  | «Plastic Machinery»     |                                  | 3:43         |
| 6.  | «The Forgotten One»     |                                  | 0:41         |
| 7.  | «Not Forgotten»         |                                  | 5:36         |
| 8.  | «There Will Be Chances» |                                  | 4:37         |
| 9.  | «Over Again»            |                                  | 4:01         |
| 10. | «The Same House»        |                                  | 2:52         |
| 11. | «Let’s Go Together»     |                                  | 4:17         |
| 12. | «The Setting Sun»       |                                  | 1:38         |
| 13. | «Spinning Out»          | Пол WeУэллерller, The Charlatans | 4:36         |

Источник: